# Gara Băcia hm.
Gara Băcia hm. este o stație de cale ferată care deservește Băcia, județul Hunedoara, România.